# Station St Andrews Road
St Andrews Road is een spoorwegstation van National Rail in Avonmouth, Bristol in Engeland. Het station is eigendom van Network Rail en wordt beheerd door Great Western Railway. Het station is een request stop, waar treinen alleen stoppen op verzoek.